# Aleksandr Nikolaevič Šelepin
Aleksandr Nikolaevič Šelepin (in russo Алекса́ндр Никола́евич Шеле́пин?; Voronež, 18 agosto 1918 – Mosca, 24 ottobre 1994) è stato un politico e poliziotto sovietico, direttore del KGB dal 25 dicembre 1958 al 13 novembre 1961.

## Biografia
Iscritto al Partito Comunista di tutta l'Unione (bolscevico) dal 1940, nel 1952 divenne Primo segretario del Komsomol ed entrò nel Comitato Centrale del PCUS, dove sarebbe rimasto fino al 1975. Nel 1958, conclusa l'esperienza nel Komsomol, divenne Presidente del KGB, mentre dal 1961 al 1967 fu Segretario del Comitato centrale. Fu inoltre vicepresidente del Consiglio dei ministri dell'Unione Sovietica dal 1962 al 1965, membro del Presidium e poi del Politburo del PCUS dal 1964 al 1975 e Presidente del Consiglio centrale dei sindacati dal 1967 al 1975.

## Riconoscimenti
- Ordine di Lenin (4)
- Ordine della Bandiera rossa del lavoro
- Ordine della Guerra patriottica
- Ordine della Stella rossa
- Medaglia per la difesa di Mosca
- Medaglia al merito del lavoro durante la grande guerra patriottica del 1941-1945
- Medaglia del partigiano della grande guerra patriottica